# Begui
Begui est un village du Cameroun situé dans la région du Centre et le département du Mbam-et-Inoubou. Il fait partie de la commune de Kon-Yambetta.

## Population
En 1964 le village comptait 1 160 habitants, principalement Yambassa.
Lors du recensement de 2005, on y dénombrait 419 personnes.